# Красний Стєкловар
Кра́сний Стеклова́р (рос. Красный Стекловар, марій. Кужер) — селище у складі Моркинського району Марій Ел, Росія. Адміністративний центр Красностєкловарського сільського поселення.

## Населення
Населення — 846 осіб (2010; 1041 у 2002).
Національний склад (станом на 2002 рік):
- лучні марійці — 38 %
- росіяни — 34 %
- татари — 26 %